# ليرت باكارادا
ليرت باكارادا (8 أكتوبر 1994 ببريمن في ألمانيا - ) هو لاعب كرة قدم ألباني كوسوفي في مركزي الظهير والدفاع. شارك مع منتخب ألمانيا تحت 17 سنة لكرة القدم ومنتخب ألبانيا تحت 21 سنة لكرة القدم ومنتخب كوسوفو لكرة القدم. أما مع النوادي، فقد لعب مع باير 04 ليفركوزن ونادي ساندهاوزن وBayer 04 Leverkusen II ‏.

## وصلات خارجية
- ليرت باكارادا على موقع الاتحاد الدولي (مؤرشف)  (الإنجليزية)
- ليرت باكارادا على موقع الاتحاد الأوربي (الإنجليزية)
- ليرت باكارادا على موقع قاعدة بيانات كرة القدم.إي يو (الإنجليزية)
- ليرت باكارادا على موقع ناشيونال فوتبول تيمز (الإنجليزية)
- ليرت باكارادا على موقع Soccerway.com (الإنجليزية)
- ليرت باكارادا على موقع عالم كرة القدم.نت (الإنجليزية)